# Regiunea Guidimaka
Guidimaka (arabă ولاية كيدي ماغة) este cea mai sudică regiune a Mauritaniei, cu reședința la Sélibabi. Se învecinează cu regiunile Gorgol la vest, Assaba la nord-est și cu statele Mali la sud-est și Senegal la sud-vest.
Guidimaka este divizată în 2 departmente:
- Ould Yenge
- Selibaby